# Manometria anorettale
La manometria anorettale è una tecnica utilizzata in medicina per misurare la contrattilità della muscolatura dell'ano e del retto, in particolare dello sfintere anale interno e di quello esterno.
La tecnica consente di raccogliere informazioni sulla fisiopatologia del tratto terminale dell'intestino e della muscolatura del pavimento pelvico. È particolarmente utile nello studio della continenza e dell'evacuazione del contenuto intestinale.
Tramite questa tecnica i meccanismi di evacuazione e di contenimento delle feci possono essere valutati sotto gli aspetti motori e sensitivi.
L'esame misura in particolare la forza di contrazione della muscolatura dello sfintere anale, la sensazione di presenza di feci nel retto, i riflessi che sovraintendono l'attività intestinale e i movimenti dei muscoli rettali e anali.
La metodologia di registrazione fa ricorso a rilevatori dei valori pressori presenti nell'ampolla rettale e nel canale anale. A ciò si affianca la possibilità di stimolare i recettori della sensibilità viscerale della parete rettale.

## Indicazioni
La manometria anorettale non può essere considerata una tecnica diagnostica di primo livello. Per questo motivo è opportuno ricorrervi dopo l'esecuzione di altre metodiche di indagine quali, ad esempio, di tipo radiologico ed endoscopico, che più facilmente permetteranno di stabilire l'esistenza di patologie organiche del grosso intestino e della regione retto-anale.
La manometria anorettale può essere utilizzata nella diagnosi delle seguenti condizioni:
- Stipsi cronica[2][3][4][5] e defecazione dissinergica[6]
- Incontinenza fecale[7][8]
- Malattia di Hirschsprung[9][10][11]
- Studio della funzione anorettale prima o dopo un intervento chirurgico intestinale[12]
- Sindrome del pubo-rettale
- Sindrome del perineo discendente[13]

## Procedura
Un esame completo di manometria anorettale in genere richiede circa un'ora di tempo.

Nel retto viene posto un piccolo sensore flessibile. Il sensore è collegato a un sistema computerizzato (che è anche in grado di registrare i valori misurati) che calcola la pressione e la forza dei muscoli anali e rettale.
L'esaminatore nel corso della procedura chiede al paziente di eseguire una serie di manovre che comportano il rilassamento della muscolatura pelvica oppure uno sforzo simile a quello della defecazione.
Durante il test la stimolazione della sensibilità viscerale del retto viene eseguita tramite il posizionamento di un palloncino in lattice nel tratto terminale del grosso intestino. Il gonfiaggio di questo palloncino rettale tramite aria o acqua induce una dilatazione della parete intestinale che determina in un primo momento una sensazione di distensione e quindi di necessità di evacuare. Gonfiaggi particolarmente intensi possono anche evocare dolore.

## Complicanze
Un'eventuale allergia al lattice (di cui è normalmente composto il palloncino di gonfiaggio), deve essere sempre dichiarata al tecnico e al medico prima della prova. In caso contrario si possono verificare gravi reazioni di ipersensibilità fino allo shock anafilattico.
La manometria anorettale è in genere un test sicuro. Il paziente raramente prova dolore.

Le complicanze avvengono raramente ma un certo grado di sanguinamento e talvolta una perforazione rettale sono sempre possibili.

## Controindicazioni
- Storia di un recente intervento chirurgico anorettale
- Coprostasi e presenza di fecalomi in ampolla rettale

Particolare attenzione deve essere effettuata nei confronti di pazienti affetti da ragadi anali o prolasso rettale in quanto l'esecuzione dell'esame può risultare intollerabile aggravando un dolore preesistente o produrre un sanguinamento importante.
In soggetti scarsamente collaboranti l'esecuzione dell'esame può risultare non attendibile.